# Barbara Baxley
Pour les articles homonymes, voir Baxley (homonymie).
Barbara Angie Rose Baxley, née le 1er janvier 1923 à Porterville (comté de Tulare, Californie) et morte le 7 juin 1990 à New York (arrondissement de Manhattan, État de New York), est une actrice américaine.

## Biographie
Barbara Baxley entame sa carrière au théâtre — qu'elle étudie à la Neighborhood Playhouse School of the Theatre de New York — et joue notamment à Broadway, où elle débute en 1948-1949 dans Les Amants terribles de Noël Coward (avec Tallulah Bankhead et Donald Cook). Suivent douze autres pièces, la dernière en 1982-1983 étant Whodunnit (en) d'Anthony Shaffer (avec Hermione Baddeley et Fred Gwynne).
Entretemps, citons Arrêt d'autobus (en) de William Inge (1955-1956, avec Kent Smith et Dick York, tous trois en remplacement) et Les Trois Sœurs d'Anton Tchekhov (1964, avec Luther Adler et Kevin McCarthy). Toujours à Broadway, s'ajoutent deux comédies musicales, Peter Pan sur une musique de Leonard Bernstein (1950-1951, en doublure de Jean Arthur dans le rôle-titre) puis She Loves Me (en) sur une musique de Jerry Bock (1963-1964, avec Jack Cassidy et Barbara Cook).
Elle se produit aussi Off-Broadway dans trois autres pièces, en 1957, en 1969 (To Be Young, Gifted and Black (en) de Lorraine Hansberry, avec John Beal et Cicely Tyson), et enfin en 1978-1979.
Au cinéma, elle contribue à quinze films américains, depuis un petit rôle non crédité dans À l'est d'Éden d'Elia Kazan (1955, avec James Dean et Julie Harris) jusqu'à L'Exorciste, la suite de William Peter Blatty (avec George C. Scott et Ed Flanders), sorti le 17 août 1990, plus de deux mois après sa mort, à 67 ans, d'une crise cardiaque.
Dans l'intervalle, mentionnons L'Ange de la violence de John Frankenheimer (1962, avec Eva Marie Saint et Warren Beatty), Nashville de Robert Altman (1975, avec Ned Beatty et Henry Gibson), Norma Rae de Martin Ritt (1979, avec Sally Field et Beau Bridges), ou encore Mélodie pour un meurtre d'Harold Becker (1989, avec Al Pacino et Ellen Barkin).
À la télévision américaine, dès 1950, Barbara Baxley collabore à quatre téléfilms (1974-1987) et cinquante-six séries, dont Alfred Hitchcock présente (six épisodes, 1957-1962), La Quatrième Dimension (un épisode, 1963), Hawaï police d'État (deux épisodes, 1973-1976) et La Cinquième Dimension (un épisode, 1986), sa dernière série.

## Théâtre (sélection)
(pièces, sauf mention contraire)

### Broadway

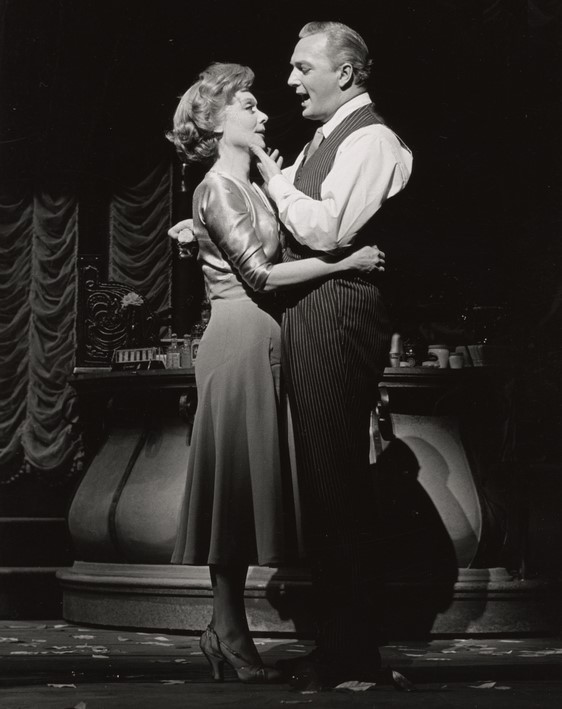
Dans la comédie musicale She Loves Me,
avec Jack Cassidy (1963, photo promotionnelle)

- 1948-1949 : Les Amants terribles (Private Lives) de Noël Coward : Sibyl Chase[1]
- 1950-1951 : Peter Pan, comédie musicale, musique et lyrics de Leonard Bernstein, livret adapté de la pièce Peter et Wendy de J. M. Barrie : rôle-titre (doublure)
- 1951 : Out West of Eighth de Kenyon Nicholson : Virginia Beamer
- 1953 : Camino Real (en) de Tennessee Williams, mise en scène d'Elia Kazan : Esmeralda
- 1953 : The Frogs of Spring de Nathaniel Benchley, mise en scène de Burgess Meredith : Virginia Belden
- 1953-1954 : Oh, Men! Oh, Women! de (et mise en scène par) Edward Chodorov : Mildred Turner (remplacement)
- 1954-1955 : The Flowering Peach de (et mise en scène par) Clifford Odets, musique de scène d'Alan Hovhaness : Goldie
- 1955-1956 : Arrêt d'autobus (en) (Bus Stop) de William Inge : Cherie[2] (remplacement)
- 1960-1961 : Period of Adjustment (en) de Tennessee Williams, décors et lumières de Jo Mielziner, mise en scène de George Roy Hill : Isabel Haverstick[3]
- 1963-1964 : She Loves Me (en), comédie musicale, musique de Jerry Bock, lyrics de Sheldon Harnick, livret de Joe Masteroff, mise en scène d'Harold Prince : Ilona Ritter
- 1964 : Les Trois Sœurs (The Three Sisters) d'Anton Tchekhov, adaptation de Randall Jarrell, costumes de Theoni V. Aldredge et Ray Diffen, mise en scène de Lee Strasberg : Natalia Ivanovna
- 1969 : Plaza Suite (en), trois pièces en un acte de Neil Simon, décors d'Oliver Smith, mise en scène de Mike Nichols : Karen Nash (Visitor from Mamaroneck) / Muriel Tate (Visitor from Hollywood) / Norma Hubley (Visitor from Forest Hills)[4] (remplacement)
- 1976 : Me Jack, You Jill de Robes Kossez : Annie
- 1976 : Best Friend (en) de Michael Sawyer : Carolyn Parsky
- 1982-1983 : Whodunnit (en) d'Anthony Shaffer : Lady Tremurrain

### Off-Broadway
- 1957 : A Palm Tree in a Rose Garden de Meade Roberts : Barbara Parris
- 1969 : To Be Young, Gifted and Black (en) de Lorraine Hansberry : rôle non spécifié
- 1978-1979 : Are You Now or Have You Ever Been d'Eric Bentley : une lectrice (remplacement)

## Filmographie partielle

### Cinéma

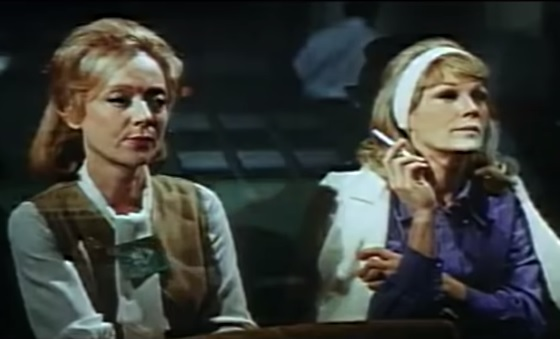
Dans Objectif Lune (1967),
avec Joanna Moore (à d.)

- 1955 : À l'est d'Éden (East of Eden) d'Elia Kazan : une infirmière
- 1958 : L'Or du Hollandais (The Badlanders) de Delmer Daves : Diane (rôle coupé au montage)
- 1962 : L'Ange de la violence (All Fall Down) de John Frankenheimer : l'institutrice
- 1967 : Objectif Lune (Countdown) de Robert Altman : Jean
- 1968 : Le Refroidisseur de dames (No Way to Treat a Lady) de Jack Smight : Belle Poppie
- 1975 : Nashville de Robert Altman : Lady Pearl
- 1979 : Norma Rae de Martin Ritt : Leona
- 1989 : Mélodie pour un meurtre (Sea of Love) d'Harold Becker : Mlle Allen
- 1990 : Business oblige (A Shock to the System) de Jan Egleson : Lillian
- 1990 : L'Exorciste, la suite (The Exorcist III: Legion) de William Peter Blatty : Shirley

### Télévision
(séries, sauf mention contraire)
- 1951-1958 : Studio One
  - Saison 3, épisode 25 Le Cours des choses (The Way Things Are, 1951) : rôle non spécifié
  - Saison 8, épisode 2 Three Empty Rooms (1955) de Franklin J. Schaffner : Louise Shoemaker
  - Saison 10, épisode 35 The Strong Man (1958) de Lamont Johnson : Marcy Royce
- 1954 : Inner Sanctum, saison unique, épisode 16 La Chance (The Good Luck Charm : Lila), épisode 23 La Fiancée silencieuse (The Silent Bride : Jean) et épisode 29 Enlèvement à Hight Point (Burial at High Point : Susan)
- 1955 : Climax!, saison 1, épisode 30 The Dance : Catherine Jones
- 1957-1962 : Alfred Hitchcock présente (Alfred Hitchcock Presents)
  - Saison 2, épisode 16 Nightmare in 4-D (1957 : Mlle Elliott) de Jus Addiss et épisode 30 The Three Dreams of Mr. Findlater (1957 : Lalage)
  - Saison 4, épisode 6 Design for Loving (1958) de Robert Stevens : Anne Smith
  - Saison 5, épisode 6 Anniversary Gift (1959 : Myra Jenkins) de Norman Lloyd et épisode 22 Across the Threshold (1960 : Irma Coulette) d'Arthur Hiller
  - Saison 7, épisode 16 The Case of M.J.H. (1962) d'Alan Crosland Jr. : Maude Sheridan
- 1958 : Perry Mason, saison 1, épisode 34 L'Entôleuse émotive (The Case of the Gilded Lady) d'Andrew V. McLaglen : Enid Griffin
- 1959 : One Step Beyond, saison 2, épisode 8 Le Message de Clara (Message from Clara) de John Newland : Lois Morrison
- 1961 : C'est arrivé à Sunrise (Bus Stop), saison unique, épisode 4 The Covering Darkness de Robert Altman : Millie Ellison
- 1961 : Le Gant de velours (The New Breed), saison unique, épisode 4 To None a Deadly Drug : Eve Lippert
- 1962 : C'est déjà demain (Search for Tomorrow), épisode (sans titre) diffusé le 29 mars : Monica
- 1962 : Le Jeune Docteur Kildare (Dr. Kildare), saison 1, épisode 25 Solomon's Choice de Lamont Johnson : Kitty Scola
- 1962 : Naked City, saison 3, épisode 30 The King of Venus Will Take Care of You de David Lowell Rich : Kathy McDavoran
- 1962-1964 : Les Accusés (The Defenders)
  - Saison 2, épisode 4 The Seven Ghosts of Simon Gray (1962) de Paul Bogart : Helen Glass
  - Saison 3, épisode 14 Claire Cheval Died in Boston (1964) de Paul Bogart : Deirdre Jael
- 1963 : La Quatrième Dimension (The Twilight Zone), saison 4, épisode 5 La Muette (Mute) de Stuart Rosenberg : Cora Wheeler
- 1966 : Le Fugitif (The Fugitive), saison 4, épisode 10 Nobody Loses All the Time de Lawrence Dobkin : Maggie Tibbett
- 1972 : Les Rues de San Francisco (The Streets of San Francisco), saison 1, épisode 10 Chasse gardée (The Takers) : Edna Lavery
- 1973 : Docteur Marcus Welby (Marcus Welby, M.D.), saison 5, épisode 10 The Circles of Shame de Philip Leacock : Natalie
- 1973-1976 : Hawaï police d'État (Hawaii Five-0)
  - Saison 6, épisode 4 Quelle famille ! (One Big Happy Family, 1973) d'Alf Kjellin : Sadie
  - Saison 8, épisode 24 Condamné à voler (A Sentence to Steal, 1976) : Elizabeth Rollins
- 1974 : La Loi (The Law), téléfilm de John Badham : Juge Rebeccah Fornier
- 1974 : The Rookies, saison 3, épisode 14 Take Over d'E. W. Swackhamer : Clara
- 1975 : Ladies of the Corridor, téléfilm de Robert Stevens : Mme Gordon
- 1984 : Hôtel (Hotel, feuilleton), saison 2, épisode 6 Mise au point (Vantage Point) de Kevin Hooks : Mme Bennett
- 1985 : Arabesque (Murder, She Wrote), saison 2, épisode 9 Jessica derrière les barreaux (Jessica Behind Bars) de John Llewellyn Moxey : Amanda Debs
- 1986 : La Cinquième Dimension (The New Twilight Zone), saison 1, épisode 20a Telle était ma destinée (Profile in Silver) de John D. Hancock et Peter Medak : Dr Kate Wange

## Distinction
- 1961 : Nomination au Tony Award de la meilleure actrice dans une pièce, pour Period of Adjustment (en)